# Paris Match
Paris Match (по-русски «Пари́-матч») — французский еженедельный журнал новостей, основанный в 1949 году. Первый выпуск вышел 25 марта того же года.

## История
В 1926 году журналист и медиамагнат Леон Бельби (фр. Léon Bailby) создал спортивный журнал «Paris Match» (фр. Match). В 1938 году промышленник и медиамагнат Жан Пруво (фр. Jean Prouvost) возобновляет издание журнала, добавив в «Paris Match» блок новостей. Во время Второй мировой войны выпуск журнала прекращается. После войны, в 1949 году, Жан Пруво основал «Paris Match».
Первым главным редактором стал Поль Гордо (фр. Paul Gordeaux) французский журналист, историк, критик, литератор и юморист, который был постоянным специальным корреспондентом журналов «Paris-Soir» и «Матч» в Лондоне, автором названия «Пари Матч» и её рубрики (фр. «Le Match de la vie») — «Матч жизни».
До конца 1950 годов журнал получил большой успех под редакцией Эрвэ Миля (фр. Hervé Mille). После этого продажи начали падать, причиной чему стало появление новых еженедельных журналов и телевидения. К примеру: в 1958 году было выпущено 1 800 000 экземпляров, а в 1975 году — 600 000.
В 1976 году журнал был приобретён Даниэлем Филипаччи (фр. Daniel Filipacchi), радиоведущим и фотографом, который превратил «Paris Match» в один из самых успешных и влиятельных журналов Франции. В журнал вернулся французский журналист Роже Терон (фр. Roger Thérond) в качестве главного редактора, пост которого он уже занимал с 1962 год по 1968 год, оставив свой пост только в 1999 году. Под его руководством Пари Матч снова начал пользоваться успехом у публики, что сразу сказалось и на результатах продаж. Роже Теронда прозвали «L'œil», что в переводе с французского означает «Глаз». Он оставил свою должность в возрасте 74 лет. В июле 1999 года его сменил французский журналист Ален Женестар (фр. Alain Genestar).
Сегодня Paris Match является частью издательства Hachette Filipacchi Médias, которое принадлежит крупнейшей французской медиагруппе Lagardère. В 2008 году тираж во Франции достиг более 633 000 экземпляров.

## Дополнительные факты
- Слоган компании до 2008 года: «Le poids des mots, le choc des photos», досл.: «Вес слов, шок фотографий». С 2008 года девиз компании: «La vie est une histoire vraie» — «Жизнь — это правдивая история».